# Општина Герца Мика (Сату Маре)
Герца Мика (рум. Gherţa Mică) општина је у Румунији у округу Сату Маре.
Oпштина се налази на надморској висини од 157 m.